# محمد فارسي
محمد فارسي (مواليد 16 ديسمبر 1999) هو لاعب كرة قدم محترف، يشغل مركز الظهير الأيمن لفريق كولومبوس كرو في الدوري الأمريكي لكرة القدم. ولد فارسي في كندا، لكنه يمثل المنتخب الجزائري.

## وقت مبكر من الحياة
وُلِد محمد فارسي ونشأ في مونتريال ، كيبيك، لأبوين جزائريين من مدينة وهران. بدأ فارسي مسيرته الكروية في سن الثامنة مع نادي CS Boucaniers المحلي  لاحقًا، لعب كرة القدم للشباب مع ناديي Notre-Dame-de-Grâce وCS Panellinios ، قبل أن ينتقل للعب على مستوى الهواة الكبار في دوري LSEQ مع الفريق الأول لنادي Panellinios.

## المسيرة الكروية

### الكلية وشبه الاحترافية
في عام 2017، لعب فارسي كرة القدم الجامعية لصالح كلية أهونتشيك، حيث حقق فريقه البطولة الإقليمية وتم اختياره هو لـفريق النجوم .
في عام 2018، وقّع الفارسي مع فريق Longueuil الذي يلعب في دوري Première Ligue de Soccer du Québec، وشارك في ثلاث عشرة مباراة بالدوري في ذلك الموسم .
في عام 2019، انتقل فارسي إلى نادي بلينفيل، بطل الدوري الكندي الممتاز، حيث خاض تسع مباريات في الدوري ومباراتين ضمن منافسات البطولة الكندية ضد نادي يورك9 في الدوري الكندي الممتاز.

### عين مليلة
في عام 2019، وقّع فارسي أول عقد احترافي له مع نادي عين مليلة الجزائري في الدوري المحترف الأول، غادر النادي بعد نهاية الموسم دون أن يشارك في أي مباراة .

### نادي الفرسان لكرة القدم
في 15 أبريل 2020، وقّع فارسي عقدًا مع نادي كافالري إف سي في الدوري الكندي الممتاز ، وذلك بعد أن أثار الإعجاب خلال فترة التجربة. شارك لأول مرة كبديل في أول مباراة لفريق كافالري في موسم الدوري الكندي الممتاز 2020، والتي انتهت بالتعادل 2-2 مع نادي فورج إف سي. تألق فارسي خلال موسم 2020، وحصل على الثناء على جهوده الهجومية والدفاعية، وتم اختياره كأفضل لاعب تحت 21 عامًا في الدوري  كما حصل على جائزة El Jimador Shot of the Year عن هدفه ضد باسيفيك إف سي في 9 سبتمبر 2020.
في نوفمبر 2020، أعاد فارسي التوقيع مع النادي لموسم 2021 . وبعد موسم 2021،  أعلن نادي كافالري أن فارسي سيغادر النادي لمتابعة عرض احترافي في أوروبا أو الدوري الأمريكي لكرة القدم .

### طاقم كولومبوس
في مارس 2022، أعلن نادي كولومبوس كرو 2 الذي يلعب في دوري MLS Next Pro عن التعاقد مع فارسي قبل موسمه الافتتاحي. شارك فارسي لأول مرة مع النادي في مباراته الأولى ضد فريق إإنتر ميامي سي إف الثاني بتاريخ 26 مارس . في 18 يونيو، وقّع فارسي على عقد إعارة قصير الأجل مع الفريق الأول لنادي كولومبوس كرو في الدوري الأمريكي لكرة القدم، وذلك للمشاركة في مباراتهم ضد نادي شارلوت إف سي، حيث ظهر كبديل. وفي نهاية الموسم، تم اختيار فارسي ضمن أفضل 11 لاعبًا في دوري MLS Next Pro .
في يوليو 2022، وقّع فارسي عقدًا للانضمام إلى الفريق الأول لنادي كولومبوس كرو. وشارك في سبع مباريات خلال ذلك الموسم، جميعها كبديل في الشوط الثاني .
سجل فارسي هدفه الأول مع نادي كولومبوس كرو في 26 أبريل 2023، وذلك خلال مباراة ضمن منافسات كأس الولايات المتحدة المفتوحة ضد فريق إندي إليفن .
كان فارسي لاعبًا أساسيًا في فريق كولومبوس كرو خلال عام 2023. ففي 9 ديسمبر، شارك لمدة 86 دقيقة في مباراة نهائي كأس الدوري الأمريكي 2023، مساهمًا في فوز كولومبوس ببطولة الدوري للمرة الثالثة في تاريخ النادي . وفي فبراير 2024، وقع فارسي على تمديد عقده مع النادي حتى موسم 2027، مع خيار لتمديد العقد لعام إضافي في 2028 [2].
سجل هدفه الأول في الدوري مع كولومبوس كرو في 9 مارس 2024، وكان ذلك ضد فريق شيكاغو فاير. جاء الهدف في الدقيقة العاشرة من الوقت بدل الضائع في الشوط الثاني .

## المسيرة الدولية

### الشباب وكرة الصالات
قبل أن يبدأ مسيرته الاحترافية، كان فارسي عضوًا بارزًا في فريق كرة الصالات الكندي ، وقد حاز على جائزة أفضل لاعب كرة صالات كندي لعام 2020 . كما شارك لاحقًا في تصفيات كرة القدم الأولمبية لعام 2020 مع منتخب كندا تحت 23 عامًا بعد أن تم تعيينه في البداية كبديل للفريق .
أكد فارسي، الذي كان مؤهلاً للعب لكل من الجزائر وكندا ، أنه رفض دعوة للانضمام إلى القائمة الأولية لكندا قبل نهائيات دوري الأمم الكونكاكاف 2023 وكأس الكونكاكاف الذهبية 2023 . وأضاف أنه لم يكن مستعدًا في ذلك الوقت لتقرير مستقبله الدولي .
في 29 أغسطس 2024، تلقى فارسي استدعاءً من منتخب الجزائر لتمثيل البلاد في مباراتي تصفيات كأس الأمم الأفريقية 2025 ضد غينيا الاستوائية وليبيريا ، وقد استقر رأيه في النهاية على تمثيل الجزائر. وقد ظهر فارسي لأول مرة مع المنتخب الجزائري في 10 سبتمبر 2024 ضد ليبيريا 

## أسلوب اللعب
يُعدّ فارسي لاعبًا متعدد الاستخدامات وديناميكيًا، مشهورًا بقدراته الفنية، وسرعته، وعقليته الهجومية. يلعب بشكل أساسي كـظهير جناح، لكنه يُجيد أيضًا اللعب في مركز الدفاع المركزي وخط الوسط. قدرته على المساهمة دفاعيًا وهجوميًا تجعله قيمة ثمينة في الملعب.يتميز الفارسي بقدرته على خلق فرص التهديف من خلال تمريراته الدقيقة وتحركاته السريعة والعدوانية في الملعب. يصف نفسه بأنه "شخص يستمتع بالتقدم للأمام، والجري نحو اللاعبين، والمراوغة في المواقف الفردية" 

## الحياة الشخصية
فارسي متعدد اللغات، فهو يجيد الإنجليزية والفرنسية والعربية. عندما كان صغيرًا، مارس كرة القدم، وكرة الصالات، والتايكوندو. إنه من كبار المعجبين بـليونيل ميسي ونادي برشلونة، ومانشستر سيتي.

## إحصائيات المهنة
آخر تحديث May 24, 2025
. عدد المباريات والأهداف حسب النادي والموسم والمنافسة:
| النادي                   | الموسم  | الدوري                  | مباريات الدوري | أهداف الدوري | مباريات الأدوار الإقصائية | أهداف الأدوار الإقصائية | الكأس الوطنية | أهداف الكأس الوطنية | كأس الدوري | أهداف كأس الدوري | قارية | أهداف قارية | الإجمالي | أهداف الإجمالي |
| CS Longueuil             | 2018    | PLSQ                    | 13             | 0            | —                         | —                       | 1             | 0                   | —          | —                | —     | —           | 14       | 0              |
| AS Blainville            | 2019    | PLSQ                    | 9              | 0            | —                         | —                       | 2             | 0                   | 0          | 0                | —     | —           | 11       | 0              |
| AS Aïn M'lila            | 2019–20 | Ligue Professionnelle 1 | 0              | 0            | —                         | —                       | 0             | 0                   | —          | —                | —     | —           | 0        | 0              |
| Cavalry FC               | 2020    | CPL                     | 10             | 1            | —                         | —                       | —             | —                   | 2          | 0                | —     | —           | 12       | 1              |
|                          | 2021    | CPL                     | 25             | 1            | 1                         | 0                       | 2             | 0                   | —          | —                | —     | —           | 28       | 1              |
| الإجمالي (Cavalry FC)    |         |                         | 35             | 2            | 1                         | 0                       | 2             | 0                   | 2          | 0                | 0     | 0           | 40       | 2              |
| Columbus Crew 2          | 2022    | MLS Next Pro            | 18             | 2            | 1                         | 0                       | —             | —                   | —          | —                | —     | —           | 19       | 2              |
| Columbus Crew (إعارة)    | 2022    | MLS                     | 2              | 0            | 0                         | 0                       | —             | —                   | —          | —                | —     | —           | 2        | 0              |
| Columbus Crew            | 2022    | MLS                     | 5              | 0            | 0                         | 0                       | —             | —                   | —          | —                | —     | —           | 5        | 0              |
|                          | 2023    | MLS                     | 31             | 0            | 5                         | 0                       | 3             | 1                   | 3          | 0                | —     | —           | 42       | 1              |
|                          | 2024    | MLS                     | 27             | 3            | 2                         | 0                       | 0             | 0                   | 5          | 0                | 6     | 0           | 40       | 3              |
|                          | 2025    | MLS                     | 13             | 0            | 0                         | 0                       | 0             | 0                   | 0          | 0                | 2     | 0           | 15       | 0              |
| الإجمالي (Columbus Crew) |         |                         | 78             | 3            | 8                         | 0                       | 3             | 1                   | 8          | 0                | 8     | 0           | 105      | 4              |
| الإجمالي الكلي           |         |                         | 153            | 7            | 9                         | 0                       | 7             | 1                   | 19         | 0                | 8     | 0           | 196      | 8              |

## الأوسمة
طاقم كولومبوس
- كأس الدوري الأمريكي لكرة القدم : 2023
- وصيف كأس أبطال الكونكاكاف : 2024
- كأس الدوري : 2024
- وصيف كأس الأبطال : 2024

فردي
- أفضل لاعب كندي تحت 21 عامًا في الدوري الكندي الممتاز: 2020

## روابط خارجية
- محمد فارسي على موقع اتحاد كندا لكرة القدم
- محمد فارسي  على سكروي